# The Creation of Woman
The Creation of Woman ist ein US-amerikanisch-indischer Kurzfilm von Charles F. Schwep aus dem Jahr 1960.

## Handlung
Der Film zeigt als Tanz die Geschichte der Erschaffung der Frau, wie sie die Indische Mythologie erzählt. Demnach hat Brahma das Licht, das Firmament und schließlich den Mann erschaffen. Weil dieser allein war, schuf Brahma auch ein Band zwischen Mann und Gott. Um die Frau zu erschaffen, hatte er keine festen Elemente mehr zur Verfügung und formte sie daher unter anderem aus dem Zittern des Grases und dem Blühen der Blumen. Wie der Mann ist auch die Frau durch ein Band mit Brahma verbunden.
Mann und Frau lernen sich kennen. Eine Blume, die er ihr reicht, wirft sie fort. Nach einer Woche beschwert sich der Mann bei Brahma über die Frau, die zu anhänglich ist und stets redet. Brahma nimmt sie auf seine Bitte hin zurück und gibt sie ihm wieder, als er sich ohne sie allein fühlt. Als der Mann erneut zu Brahma geht, weil die Frau ihn zur Verzweiflung bringt, kappt Brahma das Band zwischen ihm und den Menschen und weist sie an, zukünftig allein miteinander klarzukommen, da der Mann offensichtlich weder mit noch ohne die Frau leben könne.

## Produktion
Die Filmbauten stammen von James IcEntyre, die Choreografie schuf Bhaskar Roy Chowdhury. Die Tänzer Dinu und Anjali Devi gehörten zu Chowdhurys New Yorker Tanzgruppe. Die dialoglose Handlung wird von Sitar-, Tabla- und Sarodspiel begleitet. Erzähler des Films ist Saeed Jaffrey.

## Auszeichnungen
The Creation of Woman wurde 1961 für einen Oscar in der Kategorie Bester Kurzfilm nominiert. Ebenfalls 1961 lief der Film auf den Internationalen Filmfestspielen von Cannes im Wettbewerb um eine Goldene Palme für den Besten Kurzfilm.